# Distrito Histórico de Butte-Anaconda
El distrito histórico de Butte-Anaconda es un Monumento Histórico Nacional (NHL) que se extiende por partes de Walkerville, Butte y Anaconda, Montana (Estados Unidos). Tiene la mayor cantidad de recursos de cualquier Distrito Histórico Nacional de Estados Unidos.
Fue declarado NHL en 1961, pero esa declaración se centró solo en Butte.
En 2006, el distrito se expandió significativamente para incluir partes de Walkerville y Anaconda, así como el lecho de Butte, Anaconda y Pacific Railroad. El distrito ampliado cubre 39 km 2 con casi 6000 propiedades contribuyentes de importancia histórica.
El parque Adirondack de Nueva York y el distrito arqueológico de Cape Krusenstern en Alaska son mucho más grandes por área, pero pueden contener menos elementos contribuyentes.

## Significado

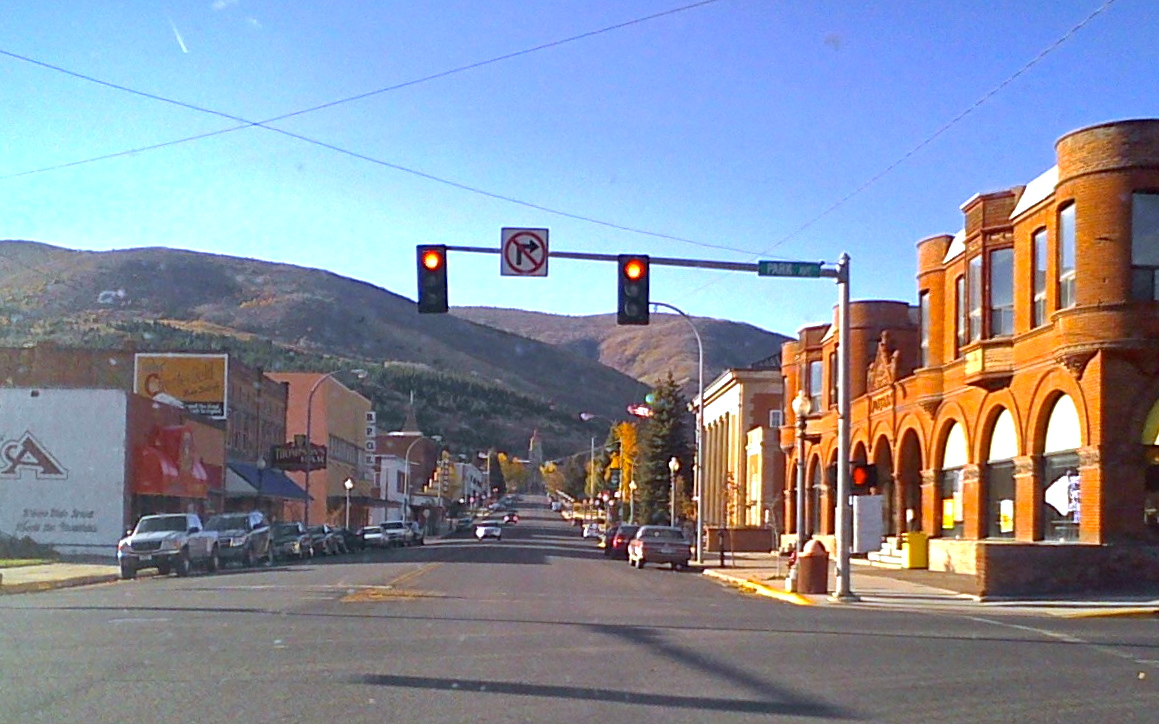
Calle principal, Anaconda, Montana

La importancia nacional del distrito se relaciona con su larga historia de producción de cobre, así como con su papel en el desarrollo del movimiento sindical en los Estados Unidos. Como fuente de casi un tercio de todo el cobre del mundo a principios de la década de 1900, las minas de Butte proporcionaron uno de los metales que fueron fundamentales para la industrialización estadounidense.
Walkerville representa algunas de las minas más antiguas del distrito y conserva el sabor de los primeros campamentos mineros presente en la década de 1890 a 1910. Butte en sí es una metrópolis urbana donde las reliquias industriales, como los patios de minas y los marcos de las cabezas, se yuxtaponen con una amplia variedad de estructuras residenciales y comerciales. Anaconda se creó como una ciudad empresarial que contenía las fundiciones para el mineral de Butte. Butte Anaconda y Pacific Railroad, que conecta Butte y Anaconda, es una parte designada del Distrito Histórico Nacional ampliado.
Butte, conocido como el "Gibraltar del sindicalismo", vio el desarrollo temprano de un sindicato de trabajadores mineros en 1878. Los miembros del sindicato Butte estuvieron a la vanguardia de la creación de la Western Federation of Miners, así como de los Industrial Workers of the World y más tarde el Congress of Industrial Organizations (CIO). La lucha laboral en Butte de 1914 a 1920 sirvió de modelo para las actividades corporativas y sindicales en todo el país. Los factores importantes en esta historia laboral incluyen el asesinato de Frank Little y la Masacre de Anaconda Road . Los acontecimientos en Butte moldearon las actitudes de los políticos, incluido Burton K. Wheeler, senador estadounidense de Montana desde hace mucho tiempo.

## Referencias

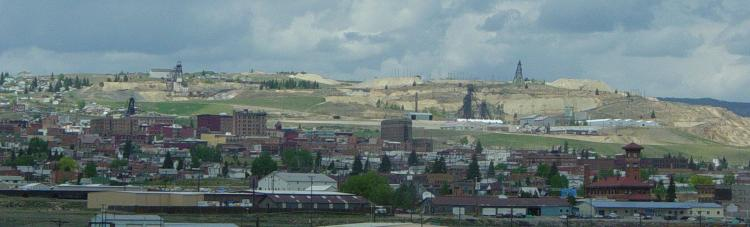
Vista general de Butte, 2003